# Абдрахманово (Аургазинский район)
Абдрахма́ново (баш. Абдрахман) — деревня в Тукаевском сельсовете  Аургазинского района Республики Башкортостан России.
С 2005 современный статус.

## Географическое положение
Расстояние до:
- районного центра (Толбазы): 29 км,
- центра сельсовета (Тукаево): 4 км,
- ближайшей железнодорожной станции (Белое Озеро): 53 км.

## История
Статус деревня  село получило согласно Закону Республики Башкортостан от 20 июля 2005 года № 211-з «О внесении изменений в административно-территориальное устройство Республики Башкортостан в связи с образованием, объединением, упразднением и изменением статуса населённых пунктов, переносом административных центров», ст.1:

6. Изменить статус следующих населённых пунктов, установив тип поселения - деревня:

5) в Аургазинском районе:…

а) села Абдрахманово Тукаевского сельсовета

## Население
| 2002 | 2009 | 2010 |
| ---- | ---- | ---- |
| 128  | ↘121 | ↗147 |

Национальный состав
Согласно переписи 2002 года, преобладающие национальности — татары (92 %), башкиры (8 %).